# British Railways Board
Der British Railways Board (BRB) leitete und verwaltete das britische Eisenbahnwesen von 1962 bis zur Privatisierung von British Rail im Jahr 1997.
Der BRB wurde während der Regierungszeit des konservativen Premierministers Harold Macmillan mit dem Transport Act 1962 geschaffen und nahm seine Arbeit am 1. Januar 1963 auf. Zuvor war die Aufgabe der Verwaltung der staatlichen Eisenbahnen von der zum gleichen Zeitpunkt aufgelösten British Transport Commission wahrgenommen worden, die auch die staatlichen Betriebe der anderen Verkehrsträger verwaltet hatte. Erster Vorsitzender des BRB wurde Richard Beeching. Nach der Privatisierung gingen Restbestände des BRB über an die Abwicklungsgesellschaft BRB (Residuary) Ltd, eine 100%ige Tochtergesellschaft der Strategic Rail Authority (SRA). Das umfangreiche Archiv von Akten, technischen Unterlagen und Bildmaterial ging an verschiedene Museen und Archive. Die Abwicklungsgesellschaft wurde 2013 aufgelöst.
Formell existiert das British Railways Board weiterhin, es besteht jedoch nur aus einem Vorstand und einem Mitglied des Aufsichtsrates. Dies ist erforderlich, da es Vertragspartei diverser bilateraler Verträge im Zusammenhang mit dem Eurotunnel ist.